# ریچارد کیلتی
ریچارد کیلتی (انگلیسی: Richard Kilty؛ زادهٔ ۲ سپتامبر ۱۹۸۹) دونده اهل بریتانیا است.